# Bar Societat Recreativa
El Bar Societat Recreativa és una obra de Valls (Alt Camp) protegida com a Bé Cultural d'Interès Local.

## Descripció
Edifici situat en el carrer Major. Construcció de tres altures, planta baixa i dos pisos. Destaca el coronament de la façana, mixtilini, i la tribuna de fàbrica que sobresurt en el segon pis. La bicromia, ressaltada per la línia que emmarca tota la façana. Finalment, el treball de forja de la pota d'accés i les finestres laterals també és important, mostrant uns motius curvilinis i, en les finestres, la combinació de series vegetals amb motius geometritzants.